# Operación Jacana
La Operación Jacana fue una serie de operaciones emprendidas por las fuerzas de la coalición en la guerra de Afganistán. Las operaciones fueron llevadas a cabo principalmente por el Comando 45 de Royal Marines británicos, pero también participaron Fuerzas Especiales de Estados Unidos, el Regimiento de Servicio Aéreo Especial (SASR) australiano y el Forsvarets Spesialkommando (FSK) noruego. Fue una operación de seguimiento de la Operación Anaconda y estaba destinada a matar o capturar los rebeldes de Al Qaeda y del movimiento talibán que quedasen. El nombre de la operación es el nombre de un tipo de aves africanas, las jacanas, descritas en un manual como "asustadiza, retraída, se pasa por alto fácilmente".
La Operación Jacana incluye las siguientes operaciones:
- Operación Ptarmigan
- Operación Snipe
- Operación Cóndor
- Operación Buzzard

Todas esas operaciones tenían como objetivo "limpiar" de las fuerzas de Al-Qaida y talibanes restantes en el área de operaciones.
Se encontraron y destruyeron cuevas y búnkers que contenían armas, municiones y suministros. Sobre 100 morteros, una centena de armas antitanque junto a cientos de granadas propulsadas por cohete (RPG), minas antipersona, cohetes y proyectiles de artillería, miles de cartuchos de armas ligeras y munición antiaérea. Dos marines británicos se enfrentaron a nueve rebeldes e hicieron que se rindieran.